# Campeonato Francês de Patinação Artística no Gelo de 2016
O Campeonato Francês de Patinação Artística no Gelo de 2016 foi a centésima edição do Campeonato Francês de Patinação Artística no Gelo, um evento anual de patinação artística no gelo onde os patinadores artísticos competem pelo título de campeão francês. A competição foi disputada entre os dias 15 de dezembro e 17 de dezembro de 2016, na cidade de Caen, Normandia. 

## Eventos
- Individual masculino
- Individual feminino
- Duplas
- Dança no gelo
- Patinação sincronizada

## Medalhistas
| Evento                        | Ouro                                  | Prata                              | Bronze                              |
| Individual masculino detalhes | Kevin Aymoz                           | Chafik Besseghier                  | Romain Ponsart                      |
| Individual feminino detalhes  | Laurine Lecavelier                    | Maé Bérénice Méité                 | Alizée Crozet                       |
| Duplas detalhes               | Vanessa James Morgan Ciprès           | Lola Esbrat Andrei Novoselov       | Camille Mendoza Pavel Kovalev       |
| Dança no gelo detalhes        | Gabriella Papadakis Guillaume Cizeron | Marie Jade Lauriault Romain Le Gac | Lorenza Alessandrini Pierre Souquet |
| Sincronizada detalhes         | Les Zoulous                           | nenhum outro competidor            | nenhum outro competidor             |

## Resultados

### Individual masculino
| Pos.              | Nome               | Pontos | PC         | PL         |
| ----------------- | ------------------ | ------ | ---------- | ---------- |
| Medalha de ouro   | Kevin Aymoz        | 234.66 | 78.90 (1)  | 155.76 (1) |
| Medalha de prata  | Chafik Besseghier  | 233.65 | 78.45 (2)  | 155.20 (2) |
| Medalha de bronze | Romain Ponsart     | 223.95 | 75.98 (3)  | 147.97 (3) |
| 4                 | Simon Hocquaux     | 186.78 | 68.51 (5)  | 118.27 (6) |
| 5                 | Luc Economides     | 183.87 | 63.59 (6)  | 120.28 (5) |
| 6                 | Adrien Tesson      | 179.48 | 73.55 (4)  | 105.93 (8) |
| 7                 | Philip Warren      | 178.47 | 63.53 (7)  | 114.94 (7) |
| 8                 | Adam Siao Him Fa   | 174.88 | 51.46 (9)  | 123.42 (4) |
| 9                 | Landry Le May      | 149.81 | 55.85 (8)  | 93.96 (9)  |
| 10                | Antonin Herreboudt | 130.57 | 46.24 (10) | 84.33 (10) |

### Individual feminino
| Pos.              | Nome               | Pontos | PC         | PL         |
| ----------------- | ------------------ | ------ | ---------- | ---------- |
| Medalha de ouro   | Laurine Lecavelier | 170.55 | 62.06 (1)  | 108.49 (1) |
| Medalha de prata  | Maé-Bérénice Meité | 145.60 | 52.81 (2)  | 92.79 (3)  |
| Medalha de bronze | Alizée Crozet      | 135.25 | 45.91 (4)  | 89.34 (4)  |
| 4                 | Julie Froetscher   | 134.61 | 38.22 (10) | 96.39 (2)  |
| 5                 | Léa Serna          | 134.61 | 49.59 (3)  | 85.02 (6)  |
| 6                 | Elodie Eudine      | 130.95 | 44.57 (5)  | 86.38 (5)  |
| 7                 | Pauline Wanner     | 126.78 | 44.56 (6)  | 82.22 (7)  |
| 8                 | Nadjma Mahamoud    | 121.65 | 39.99 (9)  | 81.66 (8)  |
| 9                 | Sandra Ramond      | 116.62 | 36.41 (11) | 80.21 (9)  |
| 10                | Héloïse Petot      | 108.36 | 41.29 (7)  | 67.07 (10) |
| WD                | Anna Malkova       | —      | 41.29 (8)  | — (WD)     |

### Duplas
| Pos.              | Nome                            | Pontos | PC        | PL         |
| ----------------- | ------------------------------- | ------ | --------- | ---------- |
| Medalha de ouro   | Vanessa James / Morgan Ciprès   | 198.43 | 68.17 (1) | 130.26 (1) |
| Medalha de prata  | Lola Esbrat / Andrei Novoselov  | 151.04 | 55.62 (2) | 95.42 (2)  |
| Medalha de bronze | Camille Mendoza / Pavel Kovalev | 135.95 | 50.92 (3) | 85.03 (3)  |

### Dança no gelo
| Pos.              | Nome                                    | Pontos | PC        | PL         |
| ----------------- | --------------------------------------- | ------ | --------- | ---------- |
| Medalha de ouro   | Gabriella Papadakis / Guillaume Cizeron | 202.63 | 82.03 (1) | 120.60 (1) |
| Medalha de prata  | Marie Jade Lauriault / Romain Le Gac    | 159.33 | 63.19 (2) | 96.14 (2)  |
| Medalha de bronze | Lorenza Alessandrini / Pierre Souquet   | 137.60 | 54.29 (3) | 83.31 (3)  |
| 4                 | Adelina Galyavieva / Laurent Abecassis  | 114.48 | 50.58 (4) | 63.90 (5)  |
| 5                 | Mathilde Harold / Mael Demougeot        | 113.07 | 43.14 (5) | 69.93 (4)  |

### Patinação sincronizada
| Pos.            | Nome        | Pontos | PC        | PL        |
| --------------- | ----------- | ------ | --------- | --------- |
| Medalha de ouro | Les Zoulous | 133.42 | 46.84 (1) | 86.58 (1) |